# Globospora sphaerica
Globospora sphaerica is een microscopische parasiet uit de familie Auerbachiidae. Globospora sphaerica werd in 1973 beschreven door Evdokimova.